# Прелоге (Словенска Бистрица)
Прелоге (словен. Preloge) је насељено место у општини Словенска Бистрица, Подравска регија, Словенија.

## Историја
До територијалне реорганизације у Словенији било су у саставу старе општине Словенска Бистрица.

## Становништво
У попису становништва из 2011. године, Прелоге је имало 146 становника.
| Број становника према пописима | Број становника према пописима | Број становника према пописима |
| ------------------------------ | ------------------------------ | ------------------------------ |
| 1991                           | 2002                           | 2011                           |
| 148                            | 151                            | 146                            |

Напомена: Године 2016. извршена је мала размена територија између насеља Прелоге, Препуж и Сподње Грушовје (Словенске Коњице).